# 真鍋重命
真鍋 重命（まなべ しげなが、1934年 - ）は真言宗の僧侶、人工知能研究員。主な著書に「僕たちの戦争」がある。

## 略歴
1934年（昭和9年）、東京都に生まれる。東京都新宿区立落合第四小学校を卒業。小学校4年生の時に集団疎開により茨城県、群馬県に疎開。
小野測器製作所（現在の小野測器）創業時の1号社員となる。
工学院大学生産機械工学科の助手になり、人工知能の研究（画像識別）や流体素子の研究（近接物体の検知・人工心臓の駆動）に従事。
その後、デジタル工業を創業し、社長に就任。画像識別技術を応用したAKITUシリーズのマイコンの制作・販売、寸法形状の自動検査装置の開発、ビン・缶などの異物検出装置の開発、掌紋照合による個人識別装置の開発（関西電力へ提供）、動燃ウラン用遠心分離装置の性能改善等の業務を行う。
また、映像処理研究会を創立し、初代会長に就任し、マイコン業界における社会的啓蒙活動を行う。
退職後は、高野山真言宗弥勒寺住職。　
2013年、著書である「僕たちの戦争」（ナレーション：田中久美子、音楽：立石勇気）が新宿区教育委員会の後援を得て映像化。新宿区内ほか小中学校の平和授業の教材として採用される。
元日本テレビプロデューサー、元東海大学教授の加藤久晴・音楽家の立石勇気と共に「大6シネマ」を主宰。平和について考える映像作品を制作している。